# São Martinho de Sardoura
São Martinho de Sardoura ist eine Gemeinde im Norden Portugals.
São Martinho de Sardoura gehört zum Kreis Castelo de Paiva im Distrikt Aveiro, besitzt eine Fläche von 4,3 km² und hat 1849 Einwohner (Stand 19. April 2021).